# Sd.Kfz.252
Leichter Gepanzerter Munitionskraftwagen Sd.Kfz.252 – niemiecki lekki półgąsienicowy opancerzony transporter amunicji, używany w jednostkach dział szturmowych armii niemieckiej podczas II wojny światowej, należący do pojazdów z rodziny transportera Sd.Kfz.250. Budowany w latach 1940–1941 w liczbie 413 sztuk.
Sd.Kfz.252 był całkowicie opancerzonym, nieuzbrojonym transporterem amunicji z dwuosobową załogą. Był oparty na konstrukcji transportera opancerzonego Sd.Kfz.250 (podwozie Demag D7p), od którego różnił się głównie zakrytym od góry przedziałem bojowym, z mocno pochyloną tylną ścianą, w której były duże dwuskrzydłowe drzwi do załadunku amunicji. Nad stanowiskami kierowcy i amunicyjnego znajdowały się dwa małe prostokątne włazy. Używany był z dwukołową przyczepką Sd.Anh. 32 zdolną przewieźć 64 naboje kalibru 75 mm (masa własna 330 kg, całkowita 780 kg). Pojazd wyposażony był w radiostację – nadajnik FuG 16 i odbiornik FuG 15, z anteną prętową.

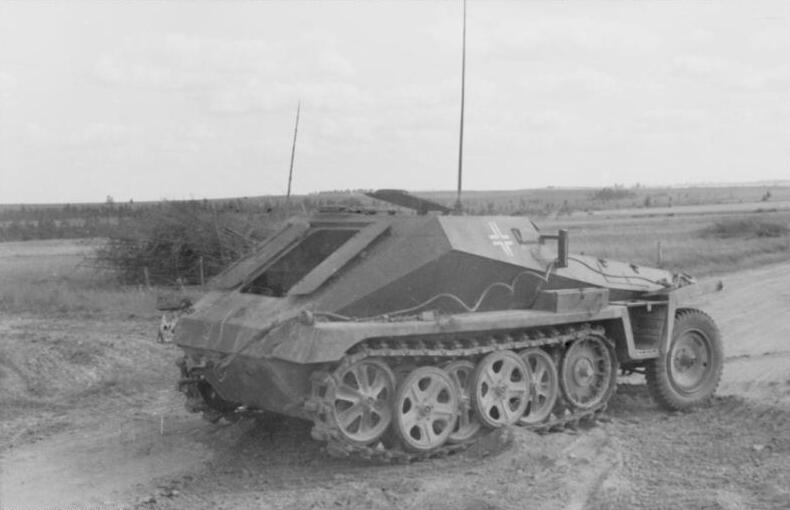
SdKfz.252

Podwozia produkowane były w firmach Demag w Wetter (Ruhr) i Büssing-NAG w Berlinie, nadwozia w firmie Wegmann w Kassel. Montaż odbywał się w zakładach Wegmann, następnie Böhler w Kapfenbergu w Austrii i Deutsche Werke w Kilonii. Mimo planów wyprodukowania pierwszych transporterów w grudniu 1939, produkcja opóźniła się i pierwsze wyprodukowano w czerwcu 1940 roku. Produkcję kontynuowano do września 1941 roku, po czym zrezygnowano z ich produkcji na rzecz prostszych modyfikacji seryjnego transportera Sd.Kfz.250 (w odmianie SdKfz. 250/6).
Według początkowego etatu, w baterii dział szturmowych StuG III (6 dział) miało się znajdować 6 transporterów SdKfz 252, lecz z powodu niewystarczającej produkcji zmieniono etat od 7 lipca 1940 na 3 transportery (jeden na pluton). Wskutek strat i zaprzestania produkcji, SdKfz.252 używano jedynie do ok. 1943 roku.

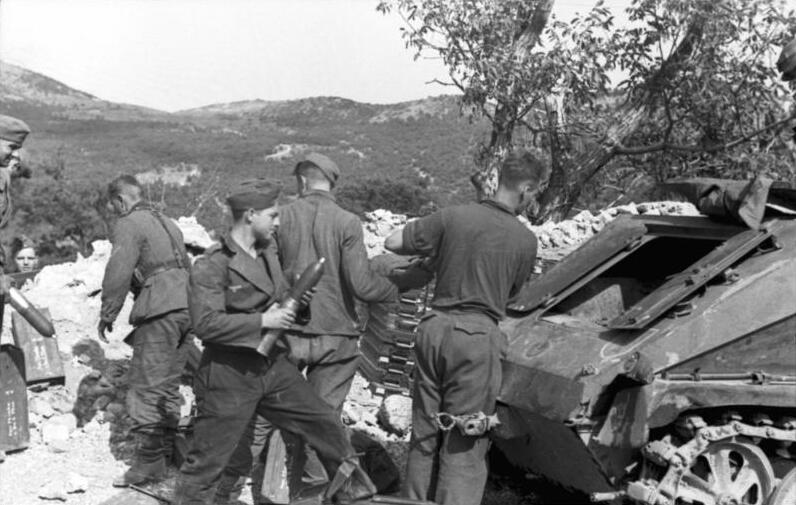
Załadunek amunicji